# Elkhart (Indiana)
Elkhart è una città degli Stati Uniti d'America, nella contea omonima, nello Stato dell'Indiana.
La popolazione era di 51 874 abitanti nel censimento del 2000.